# Dress You Up
"Dress You Up" je čtvrtý singl americké zpěvačky-skladatelky Madonny. Píseň pochází z jejího druhého alba Like a Virgin. Album i singl publikovala firma Sire Records.
Píseň je metafora na módu a sex. Toho druhého si všimli cenzoři a rodičovský výbor pro hudební zdroje a píseň ihned přesunuli do svého seznamu "Filthy Fifteen", kde svým jménem účinkovaly popové, R&B a heavy metalové hvězdy jako Cyndi Lauper, Prince, Sheena Easton, Mary Jane Girls a Twisted Sisters. Toto byl první krok k vytvoření nálepky „Parental Advisory“, která se nalepuje na alba s explicitním obsahem.

## Hudební žebříčky
| Hitparáda (1986)                      | Příčka |
| ------------------------------------- | ------ |
| UK Singles Chart                      | 5      |
| U.S. Billboard Hot 100                | 5      |
| U.S. Billboard Hot Adult Contemporary | 32     |
| U.S. Billboard Hot Dance Club Play    | 3      |
| U.S. Billboard Hot R&B/Hip-Hop Songs  | 64     |